# Sanjō
Sanjō (三条市?, Sanjō-shi) è una città giapponese della prefettura di Niigata.

## Amministrazione

### Gemellaggi
- Vaughan, dal 18 ottobre 1993
- Ezhou, dal 28 aprile 1994

## Galleria d'immagini

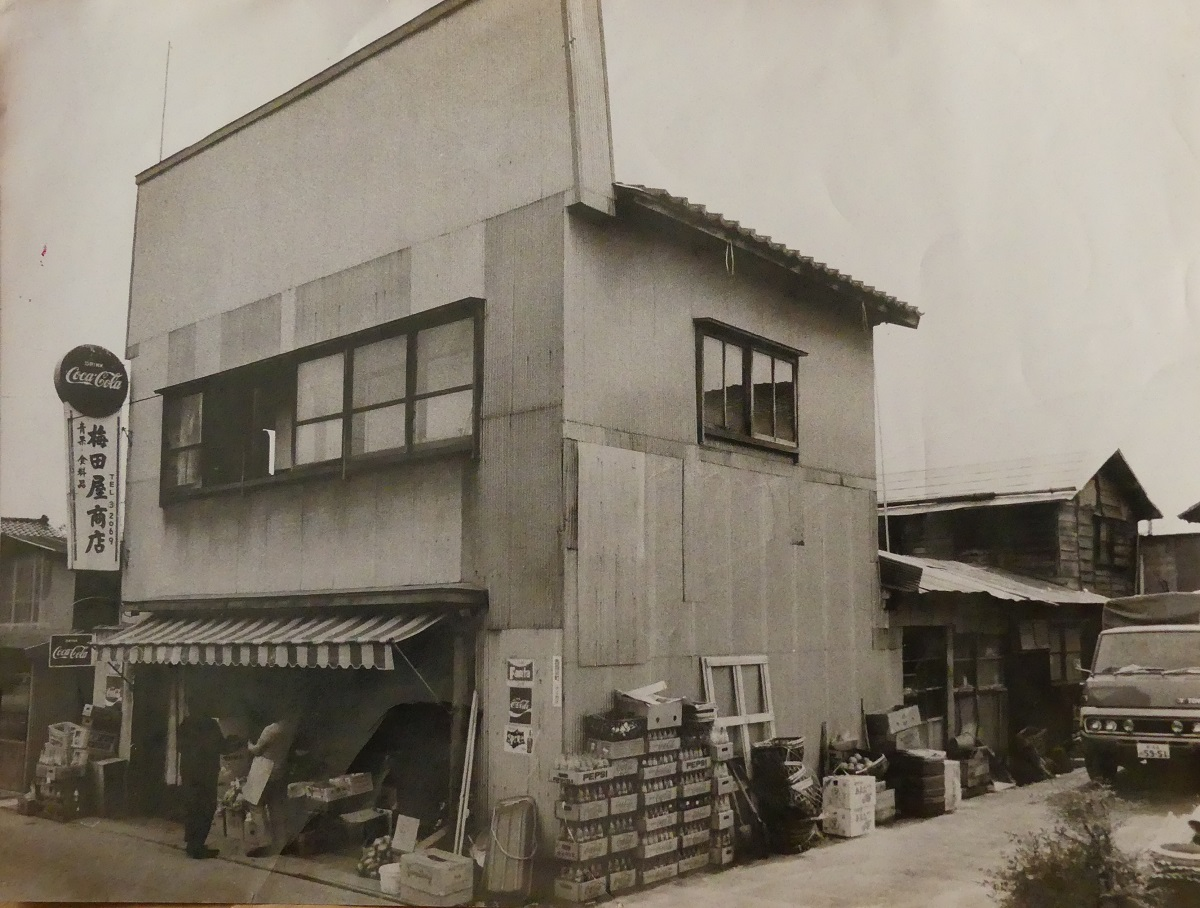
La casa natale di Giant Baba.